# 室町通

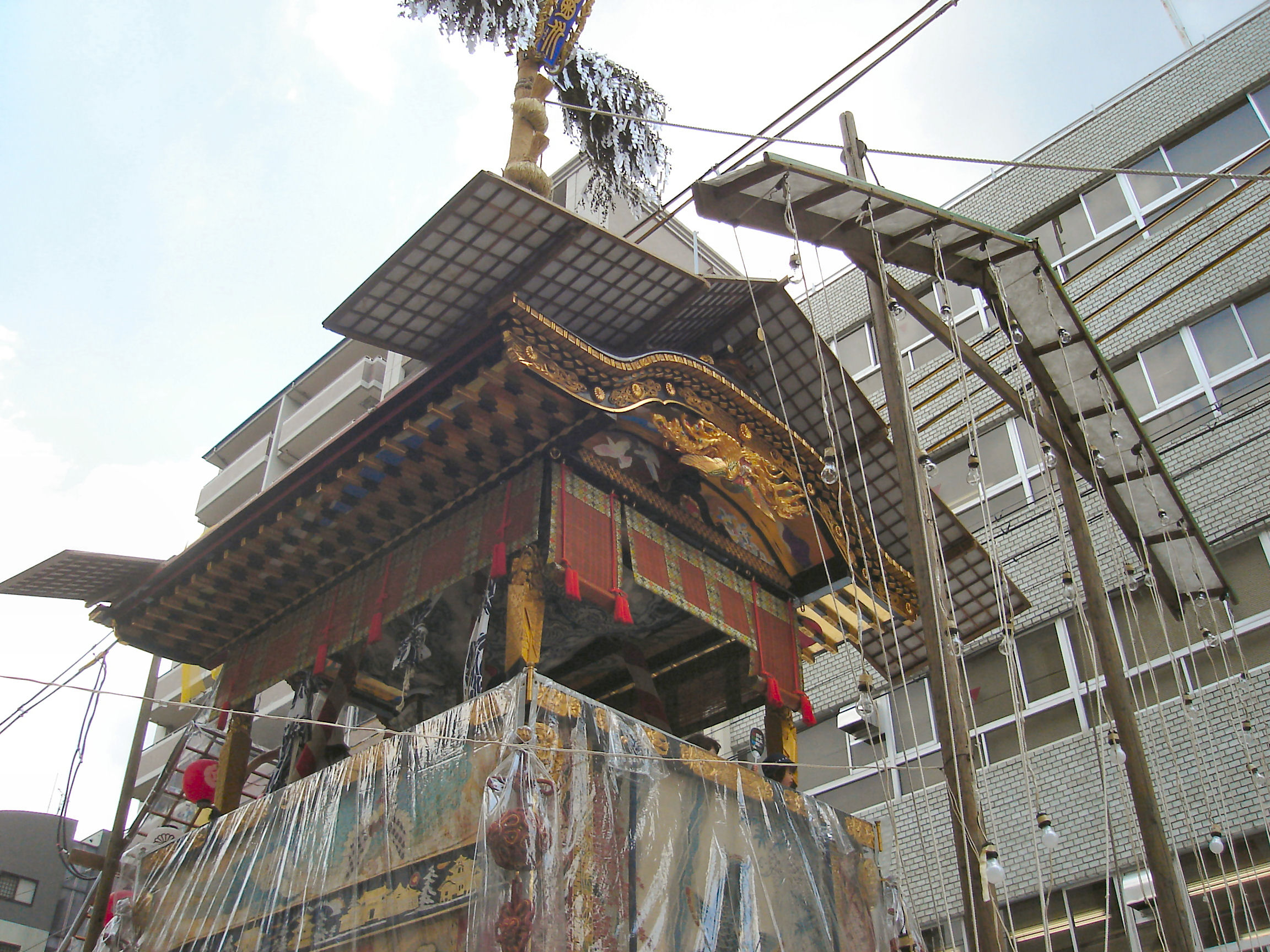
室町通で準備中の菊水鉾

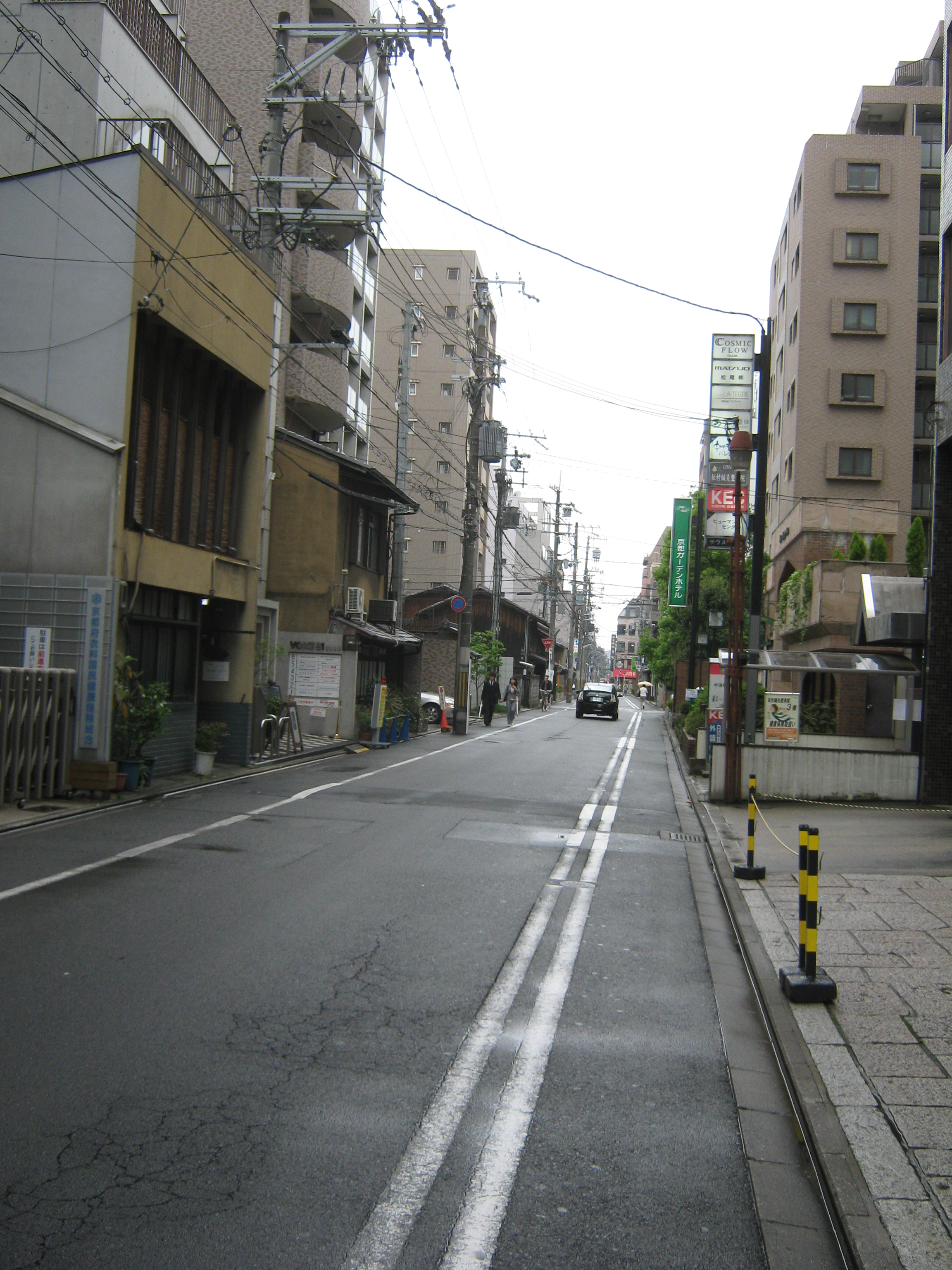
室町通(御池通との交差点付近から南方面を望む)、京都市中京区

室町通（むろまちどおり）は、京都市の南北の通りの一つ。平安京の室町小路にあたる。地下鉄が通っている烏丸通のすぐ西側の通りである。北は北山通から南は久世橋通まで。途中東本願寺と京都駅で分断されている。
1378年に足利3代将軍義満が、「花の御所」と讃えられた豪奢な室町殿を室町通今出川付近に造営したため、室町幕府及び日本史の時代区分である室町時代の名前の由来となる。応仁の乱で室町幕府が衰退するまで、政治・文化の中心地として賑わった。応仁の乱の後京都は荒廃し上京と下京に分裂するが、これらを結ぶ唯一の道が室町通であった。江戸時代になると呉服店が立ち並ぶ問屋街として発展。現在でも、創業数百年という老舗店が軒を連ねている。祇園祭では四条室町の交差点付近が山鉾町の中心であり、菊水鉾をはじめとする山鉾が並ぶ。
室町通はほぼ1車線道路だが、下京区鶏鉾町域の四条通と綾小路通の間は、太平洋戦争中の建物疎開により東側に並ぶ建物が取り壊され、2車線に拡幅されている。この場所では終戦の日後しばらく、相撲やサーカス興業が行われたという。

## 主な沿道の施設
- 立命館小学校
- 室町病院
- 上京中学校
- 京都府計量検定所
- 清和キリスト教会
- 平安女学院大学
- 平安女学院中学校・高等学校
- 京都医健専門学校
- 京都芸術センター
- 京都経済センター
- 池坊短期大学
- 京都私学会館
- 東本願寺